# Сачел (Марамуреш)
Сачел (рум. Săcel) насеље је у Румунији у округу Марамуреш у општини Сачел. Oпштина се налази на надморској висини од 541 m.

## Становништво
Према подацима из 2002. године у насељу је живело 3779 становника.

### Попис2002.
| Расподела становништва по националности 2002.‍ | Расподела становништва по националности 2002.‍ | Расподела становништва по националности 2002.‍ | Расподела становништва по националности 2002.‍ | Расподела становништва по националности 2002.‍ |
| --------------------------------------------- | --------------------------------------------- | --------------------------------------------- | --------------------------------------------- | --------------------------------------------- |
|                                               |                                               |                                               |                                               |                                               |
| Румуни                                        | Румуни                                        |                                               | 3.765                                         | 99,6%                                         |
| Мађари                                        | Мађари                                        |                                               | 6                                             | 0,2%                                          |
| Роми                                          | Роми                                          |                                               | 8                                             | 0,2%                                          |